# Fernando Álvez
Pour les articles homonymes, voir Álvez.
Fernando Harry Álvez Mosquera, né le 4 septembre 1959 à Montevideo (Uruguay), est un footballeur uruguayen qui évoluait au poste de gardien de but reconverti entraineur.

## Biographie
Il fut à 40 reprises le gardien de la sélection uruguayenne, la Céleste.
Avec cette équipe il a participé à deux coupes du monde, en 1986 et 1990.
Il a remporté la Copa América 1995 avec l'Uruguay.

## Carrière joueur
- Defensor Sporting Club 1976-77
- Peñarol 1978-84
- Libertad de Asunción 1984
- Peñarol 1985-86
- Independiente de Santa Fé 1987
- Botafogo FR 1987
- Peñarol 1988-91
- Independiente de Medellín 1991
- Mandiyú de Corrientes 1992
- River Plate Montevideo 1995
- San Lorenzo 1996
- Peñarol 1997.

## Carrière entraineur
- Rocha Fútbol Club 2011-déc. 2011